# International Standard Industrial Classification
L'International Standard Industrial Classification of All Economic Activities (Classification industrielle internationale de toutes les branches d'activité économique - ISIC) est un système de classification des industries des Nations unies. L'ISIC a été largement utilisé pour classer les données en fonction du type d'activité économique dans les domaines de l'emploi et de la santé[réf. nécessaire].

## Historique des révisions
La Division Statistique des Nations unies a publié la suite de la révision de la ISIC standard:
- Révision 1 - Publiée en 1958[2]
- Révision 2 - Publiée en 1968[2]
- Révision 3 - Publiée en 1989[2]
- Révision 3.1 - Publiée par les Nations unies en 2002[3]
- Révision 4 - Publiée par les Nations unies en 2008[4]

## Classification 2008
- A. Agriculture, sylviculture et pêche
- B. Mines et carrières
- C. Fabrication
- D. Électricité, gaz, vapeur et air conditionné
- E. Approvisionnement en eau; les activités d'assainissement, de gestion des déchets et d'assainissement
- F. Construction
- G. Commerce de gros et de détail; réparation de véhicules automobiles et de motocycles
- H. Transport et stockage
- I. Activités d'hébergement et de restauration
- J. Information et communication
- K. Activités financières et d'assurance
- L. Activités immobilières
- M. Activités professionnelles, scientifiques et techniques
- N. Activités de services administratifs et de soutien
- O. Administration publique et défense; sécurité sociale obligatoire
- P. Éducation
- Q. Santé humaine et travail social
- R. Arts, spectacles et loisirs
- S. Autres activités de service
- T. Activités des ménages en tant qu'employeurs; activités indifférenciées de production de biens et de services par les ménages pour usage propre
- U. Activités des organisations et organismes extraterritoriaux
- V. Location de véhicules à moteur